# Waldecker Schloßgrund
Koordinaten: 50° 54′ 59″ N, 11° 46′ 40″ O
Das Naturschutzgebiet Waldecker Schloßgrund liegt im Saale-Holzland-Kreis in Thüringen. Es erstreckt sich südöstlich von Ilmsdorf, einem Ortsteil der Landstadt Bürgel, und nordwestlich des Kernortes Waldeck.

## Bedeutung
Das 60,8 ha große Gebiet mit der NSG-Nr. 155 wurde im Jahr 1961 unter Naturschutz gestellt.